# 大谷健太郎
大谷 健太郎（おおたに けんたろう、1965年11月14日 - ）は、日本の映画監督。京都府生まれ。岡山県立林野高等学校卒。多摩美術大学美術学部芸術学科卒。所属事務所はC&Iエンタテインメント→キューブ。

## 略歴・人物
多摩美術大学在学中は映像演出研究会で8ミリ映画を製作。卒業後は外食産業へ就職するが、在学中に製作した8ミリ映画『青緑』が1988年のぴあフィルムフェスティバルに入賞。1991年に『私と他人になった彼は』で3部門を受賞。1999年『avec mon mari アベックモンマリ』で劇場用映画デビューを果たす。
2002年には映画『とらばいゆ』でバンコク映画祭最優秀長編映画賞を受賞、2005年には初のメジャー公開作品となる映画『NANA』がその年を代表する大ヒット作品となる。 2014年にはベストセラーコミックを原作とした映画『黒執事』をさとうけいいちとともに共同監督する。
一方で、2011年の日本テレビ系テレビドラマ『ヤング・ブラック・ジャック』を皮切りに、テレビドラマなど映画以外の作品にも進出している。
2015年4月、15年間所属したC&Iエンタテインメントからキューブへと移籍。同年7月からNHK BSプレミアムにて放送のテレビドラマ『ある日、アヒルバス』で初めて連続ドラマの演出を手掛ける。
映像作家の大谷健太郎は同名の別人。

## 監督作品

### 映画
- avec mon mari アベック モン マリ（1999年、脚本・監督）[3][4]
- とらばいゆ（2002年、脚本・監督）
- 約三十の嘘（2004年、共同脚本・監督）
- NANA（2005年、共同脚本・監督）
- ラフ ROUGH（2006年）
- NANA2（2006年、脚本・監督）
- ジーン・ワルツ（2011年）
- ランウェイ☆ビート（2011年）
- 八月のラヴソング（2011年）
- LOVE まさお君が行く!（2012年）
- 黒執事（2014年）※さとうけいいちと共同
- がじまる食堂の恋（2014年）[5]
- 4月の君、スピカ。（2019年）
- 劇場版 推しが武道館いってくれたら死ぬ（2023年）
- 風の奏の君へ（2024年、脚本・監督）[6]

### テレビドラマ
- 劇団演技者。 第4回公演作：ストリップ（2004年9月15日 - 10月6日、フジテレビ）
- ヤング・ブラック・ジャック（2011年4月23日、日本テレビ）
- 金曜プレステージ ドルチェ（2012年10月12日、フジテレビ）
- 金曜プレステージ 強行犯係・魚住久江〜ドルチェ2（2013年11月15日、フジテレビ）
- このミステリーがすごい! ベストセラー作家からの挑戦状 「カシオペアのエンドロール」（2014年12月29日、TBS）
- ある日、アヒルバス（2015年7月5日 - 8月23日、NHK BSプレミアム）
- このミステリーがすごい! ベストセラー作家からの挑戦状「リケジョ探偵の謎解きラボ」（2015年11月30日、TBS）※脚本・監督
- 恋がヘタでも生きてます（2017年4月6日 - 6月22日、読売テレビ・日本テレビ系）
- 日曜ワイド ハルさん〜花嫁の父は名探偵!?（2017年12月3日、テレビ朝日）
- 花にけだもの（2018年4月24日 - 6月26日、フジテレビ）
- 神ちゅーんず 〜鳴らせ!DTM女子〜（2019年4月7日 - 6月9日、ABCテレビ・テレビ朝日系）
- 花にけだもの〜Second Season〜（2019年8月27日 - 9月24日、フジテレビ）
- ドラマスペシャル 全身刑事（2020年2月2日、テレビ朝日）
- ドラマスペシャル 不協和音 氷の刑事 VS 炎の検事（2020年3月15日、テレビ朝日）
- ドラマスペシャル AI刑事 浦島平八郎（2020年製作、テレビ朝日）
- ドラマスペシャル はぐれ刑事三世（2020年10月15日、テレビ朝日）
- 最高のオバハン 中島ハルコ（2021年4月10日 - 5月29日、東海テレビ・フジテレビ系）
- 明治ドラマスペシャル ずんずん!（2021年4月16日、テレビ朝日）
- 推しが武道館いってくれたら死ぬ（2022年10月9日 - 12月26日、ABCテレビ・テレビ朝日系）
- たとえあなたを忘れても（2023年10月22日 - 12月17日、ABCテレビ・テレビ朝日系）
- JKと六法全書（2024年4月19日 - 6月7日、テレビ朝日）

### 配信ドラマ
- LISMOドラマ! 八月のラヴソング（2011年8月5日 - 26日、LISMO Channel）
- 指恋〜君に贈るメッセージ〜（2013年12月4日 - 2014年1月9日、UULA）
- はぴまり〜Happy Marriage!?〜（2016年6月22日 - 8月31日、Amazon Prime Video）
- 福家堂本舗-KYOTO LOVE STORY-（2016年10月19日 - 12月28日、Amazon Prime Video）
- 花にけだもの（2017年10月30日 - 2018年1月1日、dTV・FOD）
- 花にけだもの〜Second Season〜（2019年3月23日 - 5月11日、dTV・FOD）
- 私の卒業プロジェクト「Beyond the limit!」（2020年2月21日・22日、YouTube）
- 僕等の物語 第2弾「恋禁ハウスルール」（2020年7月18日 - 26日、Youtube）※脚本・監督
- 人生投資案内人 林田唯（2022年1月13日、YouTube）

### PV
- EXILE 「ただ…逢いたくて」（2005年）